# Peter Ungar
Peter S. Ungar (4 de maig del 1963) és un paleoantropòleg i biòleg evolutiu estatunidenc.
És catedràtic distingit i director del programa de Dinàmica Ambiental a la Universitat d'Arkansas. Abans d'arribar a Arkansas, ensenyà a la Facultat de Medicina de la Universitat Johns Hopkins i el Centre Mèdic de la Universitat Duke.
És conegut principalment per la seva obra sobre el paper de dieta en l'evolució humana. Ha dedicat milers d'hores a observar simis salvatges i altres primats a les selves de Llatinoamèrica i el sud-est asiàtic, ha estudiat fòssils que van des dels tiranosàurids fins als neandertals, ha documentat la salut oral dels caçadors-recol·lectors hadza de Tanzània i ha desenvolupat noves tècniques per emprar tecnologies avançades d'anàlisi de superfície per obtenir informació sobre la dieta a partir de la forma de les dents i els patrons de desgast.
És l'autor o coautor de més de 200 obres científiques sobre ecologia i evolució, que ha escrit per a llibres i revistes que inclouen Nature, Science, Proceedings of the National Academy of Sciences, and Philosophical Transactions of the Royal Society. Les seves obres se centren en les opcions alimentàries dels primats moderns i el paper de la dieta en l'evolució dels avantpassats dels éssers humans i altres espècies fòssils. El seu llibre Mammal Teeth: Origin, Evolution and Diversity fou guardonat amb el Premi PROSE al millor llibre de biologia. Així mateix, edità Evolution of the Human Diet: The Known, the Unknown and the Unknowable i coedità Human Diet: Its Origins and Evolution. Entre les seves incursions en la divulgació científica hi ha Teeth: A Very Short Introduction i Evolution's Bite: A Story about Teeth, Diet, and Human Origins.
L'obra d'Ungvar ha aparegut en centenars de mitjans electrònics, impresos, de ràdio i de televisió. Ell mateix ha sortit en documentals a Discovery Channel, BBC Television i Science Channel.